# Platygaster muscivora
Platygaster muscivora är en stekelart som beskrevs av Jean Risbec 1950. Platygaster muscivora ingår i släktet Platygaster och familjen gallmyggesteklar. Inga underarter finns listade i Catalogue of Life.